# Martha Cheung
Martha Pui Yiu Cheung (en chino: 張佩瑤; 1953 – 10 de septiembre de 2013) fue una investigadora, académica en traductología, catedrática en traducción y directora del centro de traducción en la Hong Kong Baptist University. Fue conocida por el primer volumen de su antología, An Anthology on Chinese Discourse on Translation, publicada en 2006. Cheung estaba trabajando en el segundo volumen de la antología en el momento de su muerte. 
Fue la académica que lideró la internacionalización de los estudios de traducción, atrayendo la atención de esta disciplina en Europa y ayudando a mejorar el perfil de la traducción china. La Hong Kong Academy of the Humanities otorga el premio Martha Cheung Book en traducción cada año en su honor.

## Trabajos académicos
- 2005:‘To Translate’ Means ‘To Exchange’? A New Interpretation of the Earliest Chinese Attempts to Define Translation (‘fanyi’). Target, v. 17, primera edición, 27-48.
- 2006: An Anthology of Chinese Discourse on Translation, v. 1: From Earliest Times to the Buddhist Project (editado). Manchester: St. Jerome.
- 2009: Chinese Discourses on Translation: Positions and Perspectives (Editado). Publicación especial de The Translator, v. 15, segunda edición.
- 2009: Representation, Intervention and Mediation: A Translation Anthologist’s Reflections on the Complexities of Translating China. Translating China. Bristol: Multilingual Matters, 171-188.
- 2010: Rethinking Activism: The Power and Dynamics of Translation in China during the Late Qing Period (1840-1911), Text and Context: Essays on Translation and Interpreting in Honour of Ian Mason. Ediciones Baker, Mona, Maeve Olohan y María Calzada Pérez. Manchester: St. Jerome, 237-258.
- 2011: The (un)importance of flagging Chineseness, Translation Studies, v. 4, primera edición, 41-57.
- 2011: Reconceptualizing Translation – Some Chinese Endeavours, META: Journal des traducteurs. v. 56, primera edición, 1-19.
- 2012: The mediated nature of knowledge and the pushing-hands approach to research on translation history, Translation Studies. v. 5, segunda edición, 156-171.

## Traducciones[3]
- 1992: Homecoming? And Other Stories de Han Shaogong.
- 1993: Blue Sky Green Sea and Other Stories de Liu Sola.
- 1997: Foodscape de Leung Ping-kwan.
- 1997: An Oxford Anthology of Contemporary Chinese Drama,
- 1997: 100 Excerpts from Zen Buddhist Texts, coeditora y cotraductora junto a Jane CC Lai.
- 1998: Oxford Children's Encyclopedia (9 v. 2082 entradas), editora jefe de la traducción al chino
- 2002: Traveling with a Bitter Melon de Leung Ping-kwan.
- 2004: An Illustrated Chinese Materia Medica in Hong Kong (506 entradas, 2004), editora jefe de la traducción al inglés.